# 花輪滋實
花輪滋實（はなわ しげみ、1947年 - ）は、日本の国選定保存技術保持者。

## 人物
1947年、埼玉県熊谷市に3人兄弟の次男として生まれる。1966年、埼玉県立熊谷高等学校卒業後、実家の木工挽物に従事。1977年、第17回伝統工芸新作展初入選。1982年、花輪ろくろ工房を熊谷市中奈良に開く。1989年、第36回日本伝統工芸展初入選。1998年、日本工芸会正会員認定。2000年、第40回伝統工芸新作展奨励賞(神奈川県新聞社賞)、第50回埼玉県展知事賞。2001年、第51回埼玉県展美術協会長賞授賞。2017年、熊谷市美術家協会17代会長に就任。2021年、『表具用木製軸首』では、国内初となる国選定保存技術保持者に認定。2023年、旭日双光章授章。国の重要文化財に指定されている巻物の軸先制作にも携わった経験がある。埼玉県内の国選定保存技術保持者としては4人目である。